# 迪里洛河
37°0′N 14°20′E / 37.000°N 14.333°E
迪里洛河是意大利的河流，位於西西里島，河道全長54公里，流域面積739平方公里，發源自維齊尼附近，最終在傑拉東南面注入西西里海峽。

## 外部連結
- Dirillo river (Achates river), Acate, Ragusa Province, Sicily, Italy （页面存档备份，存于）